# Atrichozancla cosymbota
Atrichozancla cosymbota är en fjärilsart som beskrevs av Edward Meyrick 1920. Atrichozancla cosymbota ingår i släktet Atrichozancla och familjen Lecithoceridae. Inga underarter finns listade i Catalogue of Life.